# Dino Lamb
Pour les articles homonymes, voir Lamb.

a Compétitions nationales et continentales officielles uniquement.

b Matchs officiels uniquement.
Dernière mise à jour le 3 août 2025.
Dino Lamb, né le 18 avril 1998 dans le Warwickshire (Angleterre), est un joueur international italien d'origine anglaise de rugby à XV, évoluant principalement au poste de deuxième ligne.

## Biographie

### Jeunesse et formation
Dino Lamb naît le 18 avril 1998 dans le Warwickshire en Angleterre, d'un père italien né à Turin qui a ensuite déménagé en Angleterre dès ses sept ans.
Il commence la pratique du rugby à XV dès l'âge de huit ans avec le club de Worthing RFC (en). À quatorze ans, il est repéré par les Harlequins qui le recrutent.
Au niveau scolaire, il étudie dans la Cranleigh School (en),.
En 2016, il est sélectionné avec l'équipe d'Angleterre des moins de 18 ans avec qui il remporte le Cinq Nations. 
À partir de la saison 2016-2017, après avoir fait partie des équipes de jeunes, il rejoint l'Academy (centre de formation) des Harlequins à plein temps et pour un contrat de deux ans dans le cadre d'un contrat professionnel,,.
En avril 2017, il est annoncé dans le groupe de joueurs sélectionnés par l'équipe d'Angleterre des moins de 20 ans pour disputer le Championnat du monde junior, il est appelé à la suite du forfait d'un autre joueur. Il est titulaire lors de quatre rencontres dans la compétition, dont notamment la finale qu'il perd lourdement avec son équipe sur le score de 64 à 17 en faveur de la Nouvelle-Zélande.
Durant les années 2017-2018, il est prêté à son premier club formateur de Worthing RFC évoluant en National League One pour s'aguerrir au niveau senior lorsqu'il n'est pas retenu avec les Harlequins. Il aide notamment ces derniers à se maintenir dans la division lorsqu'il inscrit un triplé pour le dernier match de la saison 2017-2018.
Il est un joueur polyvalent, pouvant évoluer au poste de deuxième ligne, où il joue principalement, tout comme en troisième ligne également.

### Début de carrière (2017-2020)
Dino Lamb dispute son premier match professionnel dans le cadre de la cinquième journée de Premiership contre les Northampton Saints en septembre 2017 en tant que remplaçant. Le mois suivant, il fait ses débuts en Coupe d'Europe contre les Wasps. Au mois de novembre, il est titularisé pour la première fois, au poste de troisième ligne centre en Coupe anglo-galloise, contre les Saracens. La semaine suivante, il inscrit son premier essai en professionnel contre les Worcester Warriors. En janvier 2018, les Harlequins annoncent la prolongation de Lamb. Ce même mois, il est sélectionné avec l'équipe d'Angleterre des moins de 20 ans pour disputer le Tournoi des Six Nations des moins de 20 ans 2018. Lors de la compétition, il est titulaire lors des quatre rencontres qu'il dispute. À la fin de sa première saison professionnelle, il a disputé un total de dix rencontres, neuf comme remplaçant, et inscrit un essai avec son club des Harlequins.
Lors de sa deuxième saison, il dispute seulement six rencontres, dont cinq en qualité de titulaire au poste de deuxième ligne.
La saison suivante, en 2019-2020, il gagne en temps de jeu en devenant un joueur de rotation de l'effectif, il dispute un total de dix-huit rencontres et est titulaire à dix reprises. Il dispute notamment l'intégralité de la finale de la Coupe d'Angleterre (en) contre les Sale Sharks où son club est défait.

### Champion d'Angleterre et joueur important des Harlequins (depuis 2021-2023)
Dino Lamb contribue à la bonne saison 2020-2021 des Harlequins qui remportent la Premiership 2020-2021. Il est remplaçant pour la demi-finale du championnat contre les Bristol Bears, alors que les Quins étaient menés de 28 points à un moment du match, ils finissent par s'imposer 43 à 36. Lors de la finale, il est de nouveau remplaçant contre Exeter, ils s'imposent 40 à 38, ce qui constitue un record de points inscrits pendant une finale de Premiership. Durant cette saison, son club lui maintient sa confiance et lui fait signer une prolongation. 
Lors de la saison 2021-2022, il s'impose comme un titulaire en deuxième ligne des Harlequins pour la première fois, à la fin janvier il compte un total de quatorze rencontres, dont douze en tant que titulaire. Cependant, il se blesse lors de sa quatorzième rencontre contre Bath Rugby, où il marque également un essai, il ne rejoue ensuite plus de la saison.
Pendant la saison 2022-2023, il repart sur ses bases d'avant blessure de la saison précédente en gardant sa place de titulaire au poste de deuxième ligne. En janvier 2023, il signe une prolongation de contrat avec son club formateur. Toutes compétitions confondues, il prend part à vingt-et-une rencontres, dont dix-huit titularisations et inscrit trois essais durant la saison 2022-2023. 

### Sélections avec l'Italie et plusieurs blessures (depuis 2023)
Au mois de mai 2023, Dino Lamb est convoqué pour la première fois avec l'équipe d'Italie, en vertu de ses origines italiennes par l'intermédiaire de son père et après avoir auparavant été contacté par le sélectionneur italien Kieran Crowley,, dans une pré-liste de quarante-six joueurs pour préparer la Coupe du monde 2023. Le 5 août suivant, il connait sa première cape internationale en étant titularisé contre l'Irlande aux côtés de Federico Ruzza. Deux semaines plus tard, associé à Niccolò Cannone, il marque son premier essai international lors de la large victoire 57 à 7 de son équipe contre la Roumanie. Trois jours après cette rencontre, il est sélectionné dans le groupe final pour disputer la compétition planétaire. Durant la compétition, il dispute trois rencontres, deux comme titulaire, et inscrit un essai, mais voit son équipe être éliminée dès la phase de poules.
De retour avec son club, il est tout d'abord remplaçant lors de ses deux premières rencontres, puis retrouve une place de titulaire. Lors de la cinquième journée de la Premiership, il inscrit un doublé décisif qui permet à son équipe de décrocher la victoire avec le bonus offensif sur le terrain des Leicester Tigers (29 à 25). Fin décembre 2023, il inscrit un nouvel essai qui s'avère une nouvelle fois important lors du succès de son équipe 32 à 26 avec bonus offensif contre Gloucester Rugby mais il subit cependant une blessure durant ce match. De ce fait, il est forfait pour le Tournoi des Six Nations 2024 et pour le reste de la saison,.
Dès le début de la saison 2024-2025, il fait son retour sur les terrains à l'occasion de la première journée de Premiership. Durant l'automne, il est retenu avec l'Italie et dispute ses trois premiers test matchs depuis la Coupe du monde 2023,. Début janvier, il se blesse contre les Newcastle Falcons mais est tout de même convoqué pour le Tournoi des Six Nations 2025,. Après avoir disputé les deux premières journées, il se blesse et est forfait lors des deux journées suivantes. Effectuant son retour lors de la dernière journée, il se blesse au bras et est forcé de sortir au bout d'une quinzaine de minutes, le rendant forfait pour le reste de la saison ainsi que pour la tournée estivale. Cette saison-là, il dispute dix matchs dont sept en qualité de titulaire avec les Harlequins. Arrivant en fin de contrat avec les Harlequins, il quitte le club.
À partir de la saison suivante, il s'engage avec le club japonais des Yokohama Canon Eagles.

## Statistiques

### En équipe nationale
Au 3 août 2025, Dino Lamb compte 12 capes en équipe d'Italie, dont 8 en tant que titulaire, depuis le 5 août 2023 contre l'Irlande.
Il participe à une édition de la Coupe du monde en 2023. Il dispute trois rencontres, deux en tant que titulaire, et inscrit un essai.
| Numéro | Date             | Lieu                                                | Adversaire | Compétition    | Résultat | Score |
| ------ | ---------------- | --------------------------------------------------- | ---------- | -------------- | -------- | ----- |
| 1      | 19 août 2023     | Stade Riviera delle Palme, San Benedetto del Tronto | Roumanie   | Test match     | Victoire | 57-7  |
| 2      | 9 septembre 2023 | Stade Geoffroy-Guichard, Saint-Étienne              | Namibie    | Coupe du monde | Victoire | 52-8  |

## Palmarès

### En club
- Finaliste de la Coupe d'Angleterre en 2020 (en)  avec les Harlequins.
- Vainqueur du Championnat d'Angleterre en 2021 avec les Harlequins.

### En équipe nationale
- Finaliste du Championnat du monde junior en 2017 avec l'équipe d'Angleterre des moins de 20 ans.